# Landkreis Schönberg
| Basisdaten            | Basisdaten    |
| --------------------- | ------------- |
| Bestandszeitraum      | 1934–1952     |
| Verwaltungssitz       | Schönberg     |
| Einwohner             | 41.445 (1939) |
| Gemeinden             | 207 (1939)    |
| Karte von Mecklenburg |               |
|                       |               |

Der Landkreis Schönberg war von 1934 bis 1952 ein Landkreis in Mecklenburg. Der Kreissitz befand sich bis 1949 in Schönberg, danach in Grevesmühlen. 1950 wurde der Landkreis in Landkreis Grevesmühlen umbenannt. Das Kreisgebiet gehört heute zum Landkreis Nordwestmecklenburg in Mecklenburg-Vorpommern.

## Geschichte
Nachdem 1934 Mecklenburg-Schwerin und Mecklenburg-Strelitz zu einem gemeinsamen Land Mecklenburg zusammengeschlossen worden waren, wurde aus dem Amt Schönberg und dem Kreis Grevesmühlen der Kreis Schönberg gebildet. Das Amt Schönberg war ein Landesteil von Mecklenburg-Strelitz und aus dem ehemaligen Fürstentum Ratzeburg hervorgegangen. Der Kreis Grevesmühlen war 1933 in Mecklenburg-Schwerin aus dem Amt Grevesmühlen gebildet worden. Am 1. April 1935 trat auch die bis dahin kreisfreie Stadt Schönberg dem Kreis bei.
Durch das Groß-Hamburg-Gesetz trat der Kreis am 1. April 1937 seine Exklaven Domhof Ratzeburg, Hammer, Horst, Mannhagen, Panten und Walksfelde an den Kreis Herzogtum Lauenburg in der preußischen Provinz Schleswig-Holstein ab. Gleichzeitig erhielt der Kreis die bis dahin zu Lübeck gehörenden Gemeinden Utecht und Schattin neu hinzu. 
Nach dem Zweiten Weltkrieg wurde die Bezeichnung des Kreises in Landkreis Schönberg geändert. Der
Landkreis gehörte zunächst zum Land Mecklenburg-Vorpommern (ab 1947 Mecklenburg) in der Sowjetischen Besatzungszone. Im Rahmen des Barber-Ljaschtschenko-Abkommens trat der Kreis am 26. November 1945 die Gemeinden Bäk, Mechow, Römnitz und Ziethen an den Kreis Herzogtum Lauenburg in der Britischen Zone ab. Im Gegenzug wechselten die lauenburgischen Gemeinden Dechow und Thurow in den Landkreis Schönberg.
1949 wurde der Kreissitz von Schönberg nach Grevesmühlen verlegt und 1950 wurde der Landkreis in Landkreis Grevesmühlen umbenannt. Bei der Gebietsreform von 1952 wurde eine neue Kreisstruktur geschaffen:
- Die drei Gemeinden Bobitz, Gressow und Groß Krankow aus dem Nordosten des Landkreises kamen zum Kreis Wismar-Land.
- Der Südteil des Landkreises mit der Stadt Rehna sowie den Gemeinden Brützkow, Bülow, Carlow, Dechow, Demern, Groß Molzahn, Groß Rünz, Hindenberg, Klein Rünz, Neschow, Nesow, Pogez, Rieps, Schlagsdorf, Stove, Thandorf, Utecht und Wedendorf kam zum Kreis Gadebusch.
- Das Kerngebiet des Landkreises bestand als Kreis Grevesmühlen fort.
- Die Kreise Grevesmühlen und Wismar-Land wurden dem Bezirk Rostock und der Kreis Gadebusch wurde dem Bezirk Schwerin zugeordnet.

## Amtshauptmänner/Landräte
1921–1923 Sauer
1923–1933 Adolf Lüben
1933–1934 August Stockelmann
1934–1945 Walter von Lingelsheim (1901–1962)
1946–1950 Adalbert Schreiber (1895–1967)

## Einwohnerentwicklung
| Einwohner | 1933   | 1939   | 1946   |
| --------- | ------ | ------ | ------ |
|           | 39.721 | 41.445 | 84.458 |

Die Einwohnerzahlen der Städte des Landkreises im Jahre 1939:
| Dassow       | 2526 |
| Grevesmühlen | 6199 |
| Klütz        | 1583 |
| Rehna        | 1876 |
| Schönberg    | 2985 |

## Städte und Gemeinden
Im Jahre 1939 umfasste der Landkreis Schönberg fünf Städte und 202 weitere Gemeinden:
| - Bäk - Barendorf b. Dassow - Barendorf b. Grevesmühlen - Bechelsdorf - Benckendorf - Benzin - Bernstorf - Blüssen - Bobitz - Boienhagen - Boltenhagen - Bonnhagen - Börzow - Bössow - Botin-Resdorf - Brook - Brützkow - Bülow, Dorf - Bülow, Hof - Büttlingen - Campow - Carlow - Christinenfeld - Cordshagen - Cronscamp - Damshagen - Dassow, Stadt - Degtow - Demern, Dorf - Demern, Hof - Diedrichshagen - Dönkendorf - Duvennest - Elmenhorst - Falkenhagen - Fräulein Steinfort - Friedrichshagen - Fürstlich Gütow - Gantenbeck - Gletzow - Goldbeck - Gostorf - Gramkow - Greschendorf - Gressow - Grevenstein - Grevesmühlen, Stadt - Grieben - Groß Bünsdorf - Groß Hundorf - Groß Krankow - Groß Mist | - Groß Molzahn - Groß Pravtshagen - Groß Rünz - Groß Schwansee - Groß Siemz - Groß Voigtshagen - Groß Walmstorf - Großenhof - Grundshagen - Hamberge - Hanshagen - Harkensee - Harmshagen - Herrnburg - Hilgendorf - Hindenberg - Hof Mummendorf - Hof Reppenhagen - Hohen Schönberg - Hohenkirchen - Hoikendorf - Jamel - Jassewitz - Kalkhorst - Käselow - Kasendorf - Kastahn - Klein Bünsdorf - Klein Krankow - Klein Mist - Klein Molzahn - Klein Rünz - Klein Siemz - Klein Voigtshagen - Kleinfeld - Klocksdorf - Klütz, Stadt - Köchelstorf - Kühlenstein - Kuhlrade - Lankow - Lauen - Lenschow - Lindow - Lockwisch, Dorf - Lockwisch, Hof - Löwitz - Lübseerhagen - Lüdersdorf - Lütgenhof - Mallentin - Malzow | - Manderow - Mechow - Meierstorf - Menzendorf, Dorf - Menzendorf, Hof - Moor - Naschendorf - Neschow - Nesow, Dorf - Nesow, Hof - Neuenhagen - Neuhof b. Bobitz - Neuhof b. Ratzeburg - Niendorf - Oberhof - Ollndorf - Othenstorf - Palingen - Parin - Petersberg - Plüschow - Pogez - Pohnstorf - Pötenitz - Prieschendorf - Questin - Rabensdorf, Dorf - Rabensdorf, Hof - Raddingsdorf - Rankendorf - Redewisch - Rehna, Stadt - Retelsdorf - Rieps - Rodenberg - Roduchelstorf - Roggenstorf - Römnitz - Rosenhagen - Rottensdorf - Roxin - Rupensdorf - Rüting - Rütinger Steinfort - Sabow - Samkow - Santow - Saunstorf - Schaddingsdorf - Schattin - Schildberg - Schlagbrügge | - Schlagresdorf - Schlagsdorf - Schlag-Sülsdorf - Schmachthagen - Schönberg, Stadt - Schönberg-Sülsdorf - Schönhof - Schwanbeck - Selmsdorf - Sievershagen, Dorf - Sievershagen, Hof - Steinbeck - Stellshagen - Stove - Strohkirchen - Tankenhagen - Tarnewitz - Tarnewitzerhagen - Teschow - Testorf - Testorfer Steinfort - Thandorf - Thorstorf - Törber - Torisdorf - Törpt - Tramm - Upahl - Utecht - Vitense - Volkstorf - Wahlsdorf - Wahrsow, Dorf - Wahrsow, Hof - Wahrstorf - Warnekow - Warnkenhagen - Warnow - Wedendorf - Welzin - Wendorf - Wichmannsdorf - Wieschendorf - Wilmstorf - Wolde - Wölschendorf - Wotenitz - Wüstenmark - Zarnewenz, Dorf - Zarnewenz, Hof - Ziethen |

Im Verlauf der 1930er Jahre gab es eine Reihe von Eingemeindungen:
| - Arpshagen, 1939 zu Klütz - Bardowiek, 1939 zu Selmsdorf - Kaltenhof, 1937 zu Dassow - Klein Prawtshagen, 1936 zu Hohen Schönberg - Mechow, Hof, 1936 zu Mechow - Neu Vorwerk, 1937 zu Dassow - Papenhusen, 1939 zu Hof Mummendorf | - Parber, 1935 zu Vitense - Rüschenbeck, 1936 zu Hof Mummendorf - Rüting, Hof, 1936 zu Rüting - Schlagsdorf, Hof, 1939 zu Schlagsdorf - Selmsdorf, Hof, 1939 zu Selmsdorf - Vorwerk, 1937 zu Dassow - Wotenitz, Hof, 1938 zu Wotenitz |